# Claus von Czyl
Claus von Czyl (auch Cziel, Czeyl, Zciel, Czelen) († um 1480 in Dresden) war ein im 15. Jahrhundert lebender Dresdner Ratsherr und Bürgermeister.

## Leben
Über die Herkunft Czyls ist nichts bekannt. Möglicherweise war er vor seiner Ratsmitgliedschaft in kurfürstlichen Diensten tätig,  da er in verschiedenen Dokumenten als Amtmann bzw. Hauptmann bezeichnet wird. Erstmals ist sein Name 1463 als Clauß von Zciihel erwähnt. Wechselnde Schreibweisen des Nachnamens finden sich in den Dresdner Ratsakten und Stadtbüchern.
Von 1468 bis 1478 war Claus von Czyl Hospitalmeister und erhielt für diese Tätigkeit jährlich 12 alte Schock Groschen, wobei er 1470 der Hospitalkasse ein Viertel dieses Betrages erließ. Ab 1471 gehörte er dem Rat an und übernahm im Folgejahr erstmals das Amt des regierenden Bürgermeisters. Weitere Amtsjahre waren 1475 und 1478. Danach wird er nicht mehr in den Ratsverzeichnissen erwähnt und starb vermutlich um 1480.

## Familie
Einen Einblick in seine Vermögens- und familiären Verhältnisse geben einige Einträge im Dresdner Stadtbuch. Czyl war verheiratet und hatte mehrere Kinder. Sein Sohn Georgius findet sich 1471 als Student in einem Matrikel der Universität Leipzig. Nach seinem Tod hinterließ er seiner Witwe Katharina, seinem Sohn Jurge und seiner Tochter Margaretha ein Vorwerk in Altendresden, welches er einst dem Dresdner Ratsherr und Bürgermeister Nickel Proles abgekauft hatte. Außerdem gehörte zu seinem Nachlass ein Acker an der Meißnischen Straße sowie die Zinsrechte an zwei weiteren Häusern in Altendresden. Diese Besitzungen verkauften seine Nachkommen nach Czyls Tod 1480 an den Rat von Altendresden.